# Фридрих III (Вианден)
Вижте пояснителната страница за други личности с името Фридрих III.
Фридрих III фон Вианден (на немски: Friedrich III von Vianden; * ок. 1160, Вианден, Люксембург; † сл. 1200/1220/1258) е до сл. 1217 г. граф на Вианден и фогт на Прюм.

## Биография
Той е големият син на граф Фридрих II фон Салм и Вианден (* ок. 1134; † сл. 1187) и съпругата му Елизабет (Елиза) фон Салм (* ок. 1132; † сл. 1200), дъщеря на граф Хайнрих I фон Салм-Лонгенщайн († сл. 1170) и Клеменция фон Дагсбург († 1169), дъщеря на граф Хуго IX фон Дагсбург († сл. 1137). Брат е на граф Вилхелм I фон Долен Салм († 1214) и на Херман фон Вианден († сл. 1187).
Между 1191 и 1195 г. Фридрих III е, както повечето му роднини, на страната на императорската партия. Между 1195 и 1197 г. той се бие с множесто негови роднини против архиепископ Йохан I фон Трир. Фридрих III е на страната на императора, участва от 1194 до 1195 г. в кампаниите на херцозите Хендрик I фон Брабант и Хайнрих III фон Лимбург и граф Хайнрих IV Люксембургски в Графство Намюр против граф Балдуин V фон Хенегау. Той е привърженик на Хоенщауфените. След смъртта на император Хайнрих VI фон Щауфен през 1198 г. става привърженик на Филип Швабски. През 1201 г. той и чичо му абата на Прюм Герхард фон Вианден († 1210) е на страната на папа Инокентий III.
През 1205 г. Фридрих подновява конфликта с Трир. Между 1214 и 1215 г. Фридрих е поклоник или кръстоносец в Светите земи и там е пленен от мюслемите. Освободен е чрез заплащане от ордена на Тринитариите, на които малко преди смъртта си изплаща парите за осбождението му. По време на неговото отсъствие графството Вианден е управлявано заедно от синовете му Хайнрих и Зигфрид.

## Фамилия
Фридрих III се жени ок. 1192 г. в Нойербург за Матилда (Мехтилд) фон Нойербург (* ок. 1160; † сл. 1200), вероятно дъщеря на граф Албрет I фон Дагсбург или на граф Хайнрих I фон Салм-Лонгенщайн († сл. 1170) и Клеменция фон Дагсбург († 1169). Те имат децата:
- Хайнрих I фон Вианден († 1252), граф на Вианден, Люксембург, маркграф на Намюр, женен пр. 1217 г. за Маргьорит дьо Куртене-Намюр (* ок. 1194; † 17 юли 1270)
- Зигфрид II фон Вианден († сл. 2 ноември 1242), граф на Вианден
- Фридрих I фон Нойербург († 17 март 1258), женен за Цецилия фон Изенбург (* ок. 1203; † сл. 1267)
- Герхард фон Вианден († 1244), клерик, женен за Ида де Вайлер-ла-Тур († 14 март 1236)
- Мехтилд/Матилда фон Вианден († ок. 1241/1253), омъжена I. за граф Лотар I фон Аре-Хохщаден († 1214/1215), II. 1216 г. за граф Хайнрих фон Дурас-Лооц († 1218)